# ليليان جاكسون
ليليان جاكسون (بالإنجليزية: Lillian Jackson)‏ هي لاعب كرة قاعدة أمريكية، ولدت في 4 أغسطس 1919 في ناشفيل في الولايات المتحدة، وتوفيت في 30 أكتوبر 2003 في توسان في الولايات المتحدة.